# Evangelische Kirche (Gundhelm)

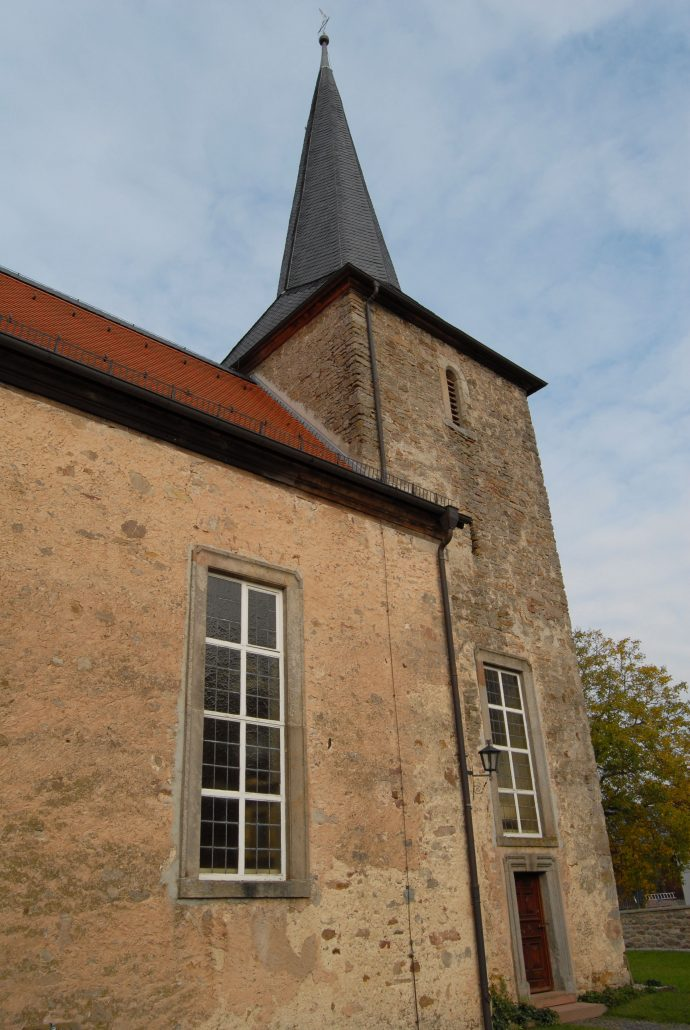
Außenansicht der Kirche (2020)

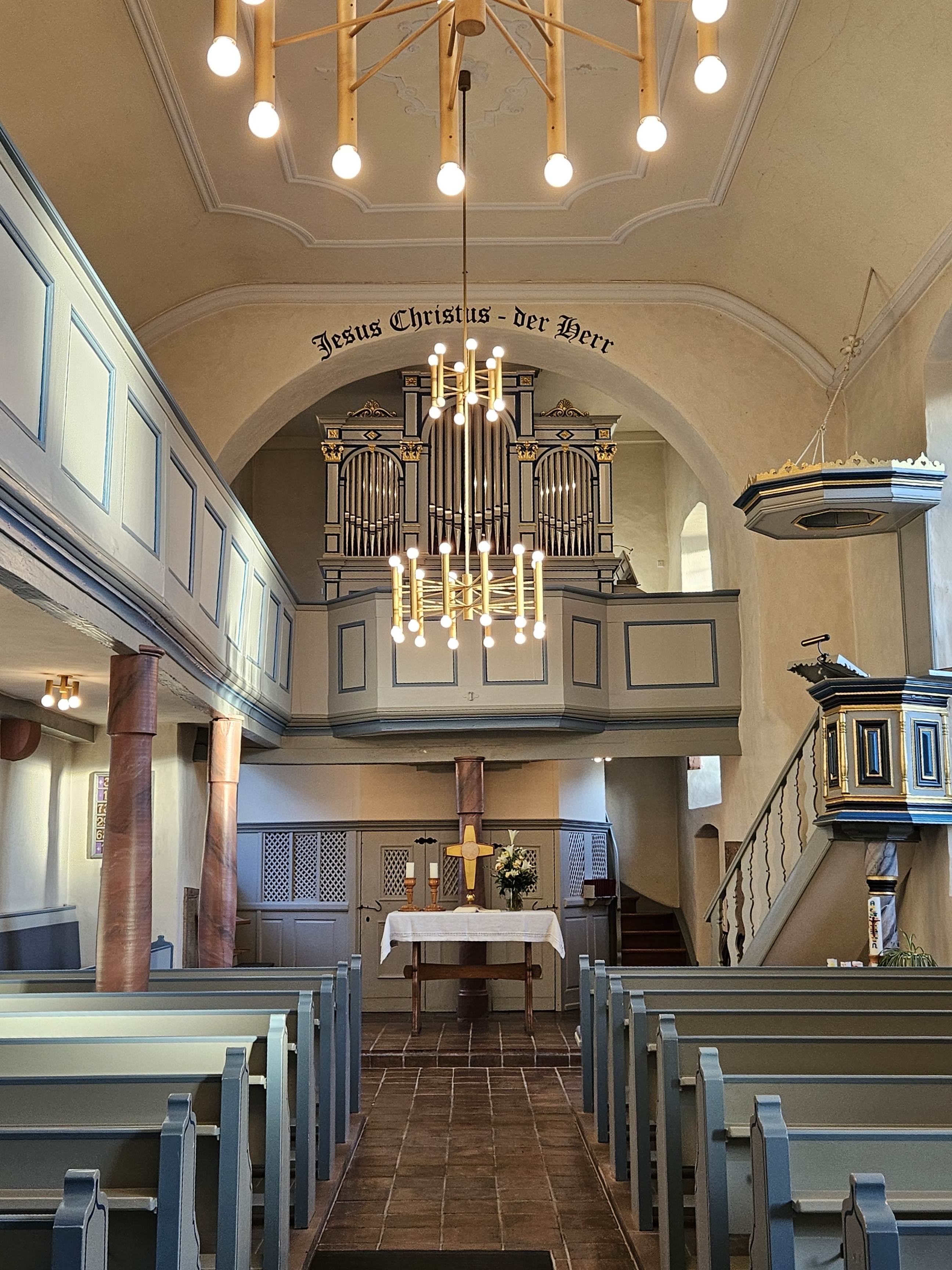
Kirchenraum (2024)

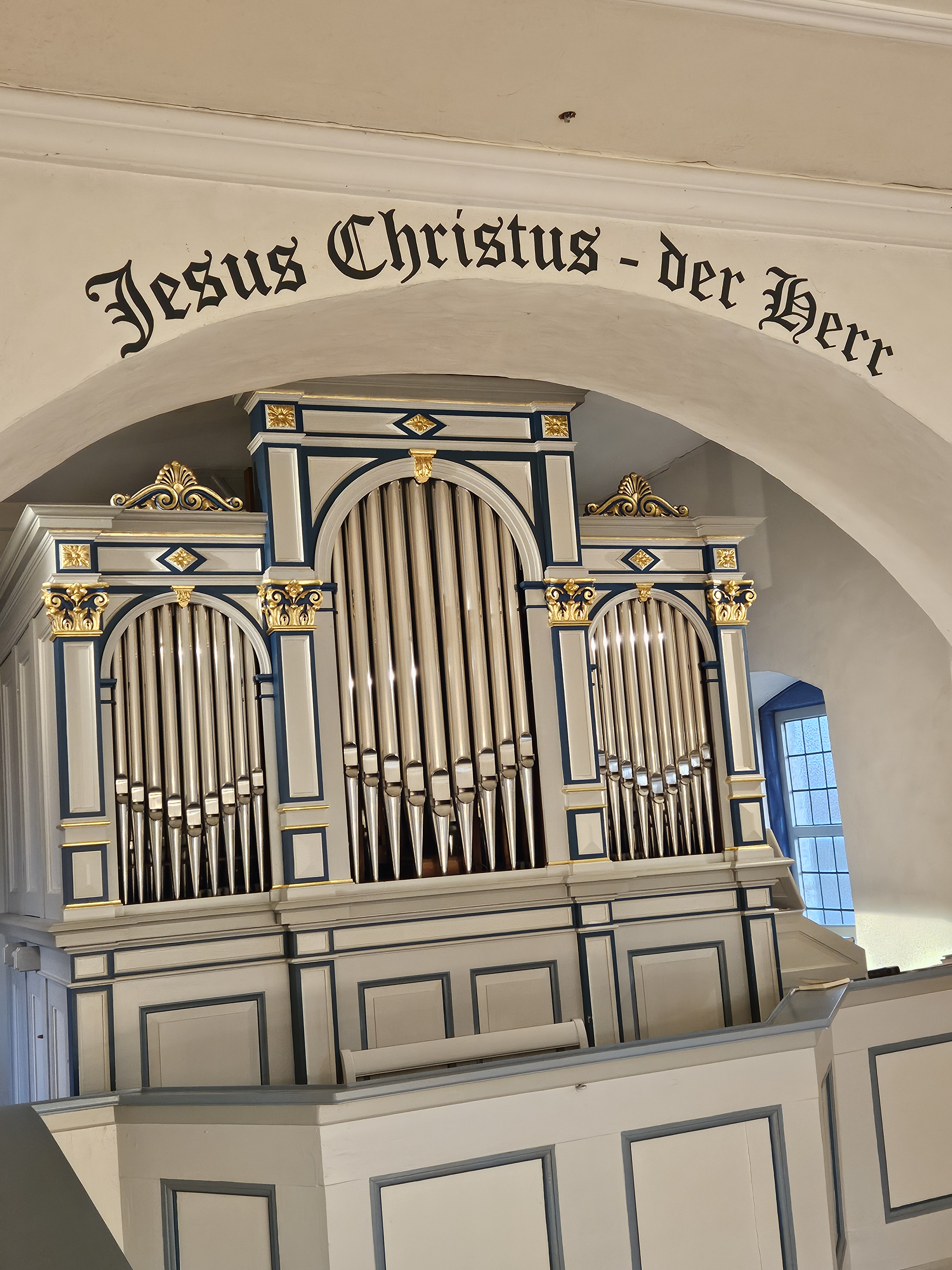
Orgel (2024)

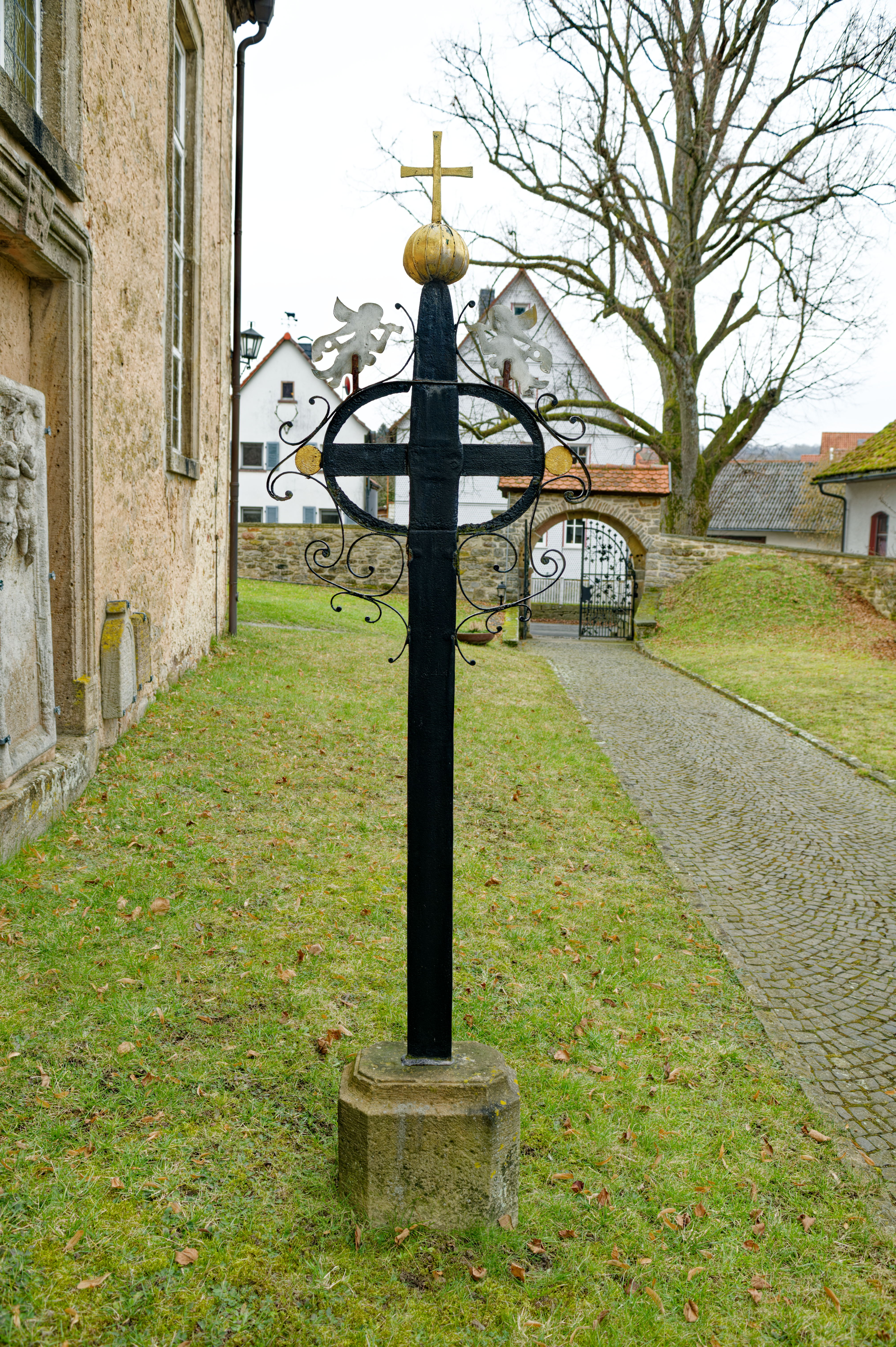
Historisches Grabkreuz

Die evangelische Kirche ist ein ortsbildprägendes Kirchengebäude in Gundhelm, einem Stadtteil von Schlüchtern im Main-Kinzig-Kreis, (Hessen). Die Kirche gehört zur ev. Kirchengemeinde Schlüchtern im Kirchenkreis Kinzigtal der Evangelischen Kirche von Kurhessen-Waldeck.

## Geschichte
In Gundhelm war bereits 1167 ein kirchliches Gebäude vorhanden, welches dem Kloster Schlüchtern zugehörig war. Nachdem Gundhelm 1423 als Wüstung bezeichnet wurde, wurde 1537 die heutige Chorturmkirche errichtet. Diese war auch für Hutten zuständig. In den Jahren 1540 bis 1543 wurde auch in Gundhelm die Reformation durch den Abt des Schlüchterner Klosters Petrus Lotichius eingeführt.
Im Jahr 1749 wurde die Kirche umgebaut, wobei man auch das Kirchenschiff vergrößerte. Aus diesem Anlass wurde auch die erste Kirchweih (Kirmes) gefeiert.
1926 wird die Kirche als denkmalswert, heizbar und elektrisch beleuchtbar beschrieben. 2005 wurde sie zuletzt umfassend renoviert, nachdem 1999 der Kirchturm renoviert worden war.

## Orgel
Bereits 1751 wurde in Gundhelm eine Orgel durch Johann Heinrich Zinck (Wächtersbach) erbaut, welche ein Manual und 10 Register besaß. 1851 wurde sie durch August Ratzmann (Gelnhausen) umgebaut und repariert. Diese Reparatur wurde durch den Seminarlehrer Carl Davin aus Schlüchtern in drei Gutachten mehrmals beanstandet. Erst 1854 befand er die Orgel nach mehreren weiteren Reparaturen für in Ordnung. Im Jahr 1873 wurde die Orgel durch Georg Friedrich Wagner (Bad Hersfeld) erneut umgebaut.
Im Jahr 1909 wurde die heutige Orgel durch Wilhelm Ratzmann (Gelnhausen) erbaut, für die 1907 ein Vertrag abgeschlossen worden war. Die Orgel steht auf der Empore über dem Altar. Im Jahr 1959 wurde ein elektrisches Gebläse durch B. Schmidt (Gelnhausen) eingebaut. 1974 gab einen Vorschlag von Ernst Karl Rößler für einen Umbau der Orgel, welcher nicht umgesetzt wurde. Dadurch befindet sich die Orgel heute noch im Originalzustand einer pneumatischen Traktur wie Ratzmann sie 1909 erbaut hatte. 1979 wurde der Spieltisch erneuert. In den Jahren 2004 / 2005 wurde die Orgel letztmalig gründlich durch Vleugels Orgelmanufaktur Hardheim restauriert. Heute steht die Orgel unter Denkmalschutz.
| I Hauptwerk C–f3 |       |
| Prinzipal        | 8′    |
| Flöte            | 8′    |
| Gambe            | 8′    |
| Oktave           | 4′    |
| Mixtur II-III    | 2 ⁄3′ |

| II Werk C–f3     |    |
| Lieblich Gedackt | 8′ |
| Salizional       | 8′ |
| Flauto dolce     | 4′ |

| Pedal C–d1 |     |
| Subbaß     | 16′ |
| Violon     | 8′  |

- Koppeln: I/II, I/P; Über- und Unteroktavkoppel, Melodiekoppel
- Spielhilfen: Drei Feste Kombinationen (p, mp, Tutti)

## Kirchturm
Bei der Renovierung des Kirchturms und der Glockenanlage im Jahr 1999 wurde auch die Spitze mit Kreuz und Wetterhahn erneuert. In der darunterliegenden Kugel finden sich einige Zeitdokumente aus vorangegangenen Renovierungen von 1773 bis 1999.

## Glocken
Im Turm der Kirche befindet sich ein dreistimmiges Geläut. Die Glocken stammen aus unterschiedlichen Zeiten. Die Kirchensanierung im Jahr 2005 betraf auch Glockenstuhl und Glockenanlage.
| Nr. | Name             | Gussjahr | Gießer, Gussort                               | Material | Durchmesser (mm) | Schlagton | Inschrift | Bild |
| --- | ---------------- | -------- | --------------------------------------------- | -------- | ---------------- | --------- | --- | ---- |
| 1   | Gefallenenglocke | 1923     | Christian Stürmer, Erfurt                     | Bronze   | 890              | a′        | DEN IM WELTKRIEG 1914 – 1918 GEFALLENEN ZUR EHRE, DEN LEBENDEN ZUR MAHNUNG.                                        |      |
| 2   | Osanna           | 1584     | Sigmund Arnold, Fulda                         | Bronze   | 760              | d″        | MEIN TROSD VND HILF IST GOT ALLEIN IM HIMMEL VND AVF ERDEN GOT WEND MEIN ELENT SIGMVND GOS MICH OSANA HES ICH 1584 |      |
| 3   | Kleine Glocke    | 1900     | Bochumer Verein für Gußstahlfabrikation (BVG) | Stahl    | 678              | fis″      | B. V. G. BOCHUM 1900.                                                                                              |      |

## Umgebung
Das schmiedeeiserne Tor zum Kirchhof und Friedhof stammt aus dem Jahr 1902 und wurde von dem Schlüchterner Schmiedemeister Hüniche hergestellt. Es ist auf den Gundhelmer Wappen abgebildet.

## Kirchengemeinde
Gundhelm gehört zusammen mit Schlüchtern, Niederzell, Hutten und Elm sowie Klosterhöfe und Herolz zur Kirchengemeinde Schlüchtern. Zusammen mit der Kirchengemeinde Ramholz mit Vollmerz, Sannerz und Hinkelhof bildet die Gemeinde einen Kooperationsraum. Dieser verteilt sich auf vier Pfarrstellen, wovon sich Pfarramt V in Gundhelm befindet.

## Persönlichkeiten

### Gundhelmer Pfarrer (Pfarramt V)
- 1848–1856: Heinrich Mahla
- 1857–1869: Friedrich Bernhardus Roemheld
- 1869–1870: Carolus Lippe
- 1871–1883: Guilielmus Sopp
- 1883–1908: Carolus Philippus Anacker
- 1909: Karl Heyde
- 1909–1925: Heinrich Karl Emil Hoffmann
- 1925–1932: Johannes Adolf Schilling
- 1933–1950: Ernst Heck
- 1951–1985: Hans-Hermann Wischnath
- 1986–1996: Wilfried Battefeld
- 1996–2006: Hans-Jochen Weinrich
- 2007–2010: Thomas Schumann
- 2011–2016: Daniel Geiss
- 2017–2023: Eva-Katharina Gericke